# Refugio contra explosiones
Un refugio contra explosiones es un lugar al que la gente puede ir para protegerse de las explosiones de bombas y diversos proyectiles. Se diferencia del refugio contra amenazas nucleares, en que su principal propósito es el de proteger contras las ondas de choque y las altas presiones, en lugar de la precipitación radiactiva. Actualmente es posible que un refugio proteja de las ondas de choque y la contaminación radiactiva.

## Principales tipos de refugio

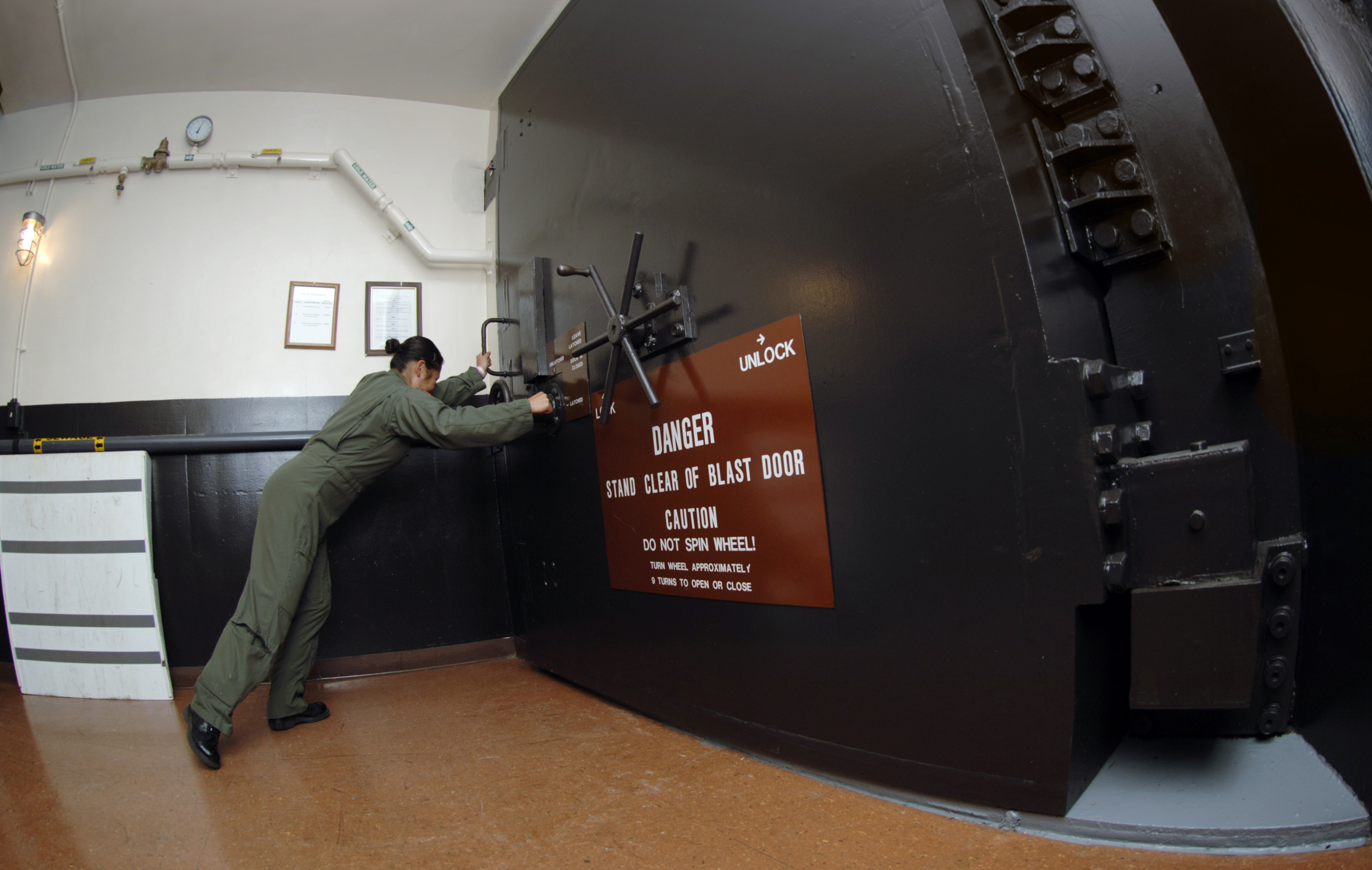
Puerta de un refugio en la base Minot de la Fuerza Aérea de los Estados Unidos.

Esta clase de refugios son de vital importancia durante un ataque nuclear y suelen ser utilizados en la Protección Civil.
- Superficiales; A partir del nivel natural del terreno

- Subterráneos; Bajo el nivel natural del terreno

- De fin especifico; Son los refugios construidos específicamente para este propósito.

- De doble propósito; Son estructuras existentes con propiedades de resistencia contra explosiones y que han sido acondicionados para albergar una cantidad determinada de personas.

- Potenciales; Son estructuras o sitios geológicos que presentan propiedades de protección que pueden ser utilizadas por la gente.

## Diseño del refugio
Los refugios contra explosiones desvían las ondas de choque producidas por explosiones cercanas, con el fin de prevenir daños en el organismo de las personas que se encuentran en su interior. Mientras que la mayoría de estructuras de los edificios se colapsan con una presión de 20 kilopascales, los refugios están construidos para resistir varias veces esa presión. Esto disminuye el riesgo de que una bomba pueda dañarlo y cumple con la idea principal de proveer una estructura con gran resistencia. 
- Datos: Q91723